# ヘブンブリッジ
ヘブンブリッジは、1995年にソフィアが開発し、西陣が発売した天国と地獄の世界観をモチーフとした羽根モノパチンコ機。

## 概要
- 大役物として閻魔大王がデザインされており、玉の運命を裁くという趣向。役物内のシーソーで天国（右）か地獄（左）かが選択される。
- V入賞でラウンド振り分け（3R、8R、15R。振り分け確率は3R、8Rが1/2。15Rが1/2。）が抽選される。自力継続は不可。
- 役物のシーソーと天使の動きにある程度の同調性があり、通常時の止め打ちがVゾーン狙いに効果的とされる。
- 大当たり中はBGMとして「帰って来たヨッパライ」がPSG音源で流れる。

## スペック
- 『ヘブンブリッジ』（1995年）
  - 賞球数 5&10 大当たり 3R、8R、または15R10C

## 関連商品
- 『パチンコ・サウンド・トラックス～花満伝説、パチンピック～』（日本クラウン、1999年3月18日、CRCP-20211）